# Gerhard Hirschfeld
Gerhard Hirschfeld (nacido el 19 de septiembre de 1946) es un historiador y autor alemán, conocido por su investigación sobre la Primera y la Segunda Guerra Mundial.

## Biografía
Hirschfeld fue Director (entre 1989 y 2011) de la Biblioteca de Historia Contemporánea, con sede en Stuttgart, y es profesor (desde 1997) en el Instituto de Historia de la Universidad de Stuttgart. Desde 1916, Hirschfeld es también profesor visitante en el Instituto de Estudios Internacionales, Universidad de Wuhan / China.
Hirschfeld es autor de numerosos libros sobra la Primera y Segunda Guerra Mundial, sobre la emigración científica de Alemania después de 1933, así como sobre la historia de los Países Bajos en el siglo XX. 
En 1977-1978, Hirschfeld fue asistente del profesor Wolfgang Mommsen en la Universidad de Düsseldorf. De 1978 a 1989, Hirschfeld fue miembro del Instituto Histórico Alemán de Londres. En 1996/1997 y en 2006/2007, Hirschfeld fue miembro del Instituto Holandés de Estudios Avanzados en Humanidades y Ciencias Sociales (Netherlands Institute for Advanced Study in the Humanities and Social Sciences, NIAS) en Wassenaar / Países Bajos. De 2000 a 2010, fue presidente del Comité Internacional de la Deuxième Guerre Mondiale / Comité Internacional para la Historia de la Segunda Guerra Mundial.
Es o fue miembro de varios consejos y comités consultivos, entre otros en el Centre de Recherche des musée d'histoire de la primera guerra mundial, Historial de la Grande Guerre, Péronne, en la Real Academia de Artes y Ciencias de los Países Bajos (en el instituto de investigación Nederlands Instituut voor Oorlogsdocumentatie, NIOD), en el Comité Scientique du Mémorial de Verdun, en el Instituto Fritz Bauer, Frankfurt, en el Museo Histórico Alemán (Deutsches Historisches Museum), y en el Centre for Second World War Studies, Universidad de Birmingham. Hirschfeld es asesor editorial de las revistas Zeithistorische Forschungen y Tijdschrift voor Geschiedenis, así como en el consejo editorial de la enciclopedia internacional de la Primera Guerra Mundial, 1914-1918 online .

## Publicaciones (en selección)
Como autor:
- Nazi Rule and Dutch Collaboration. The Netherlands under German Occupation, 1940-1945, Berg Publishers / Berghahn Books: 1988. (en inglés); Fremdherrschaft und Kollaboration. Die Niederlande unter deutscher Besatzung, Oldenbourg Verlag, Stuttgart 1984, ISBN 3-421-06192-0.(en alemán) *
- con Dittmar Dahlmann: Vergangenes Russland. Bilder aus dem Zarenreich, Klartext Verlag, Essen 1995, ISBN 3-88474-271-X.(en alemán)
- con Gerd Krumeich: Deutschland im Ersten Weltkrieg. S. Fischer Verlag, Fráncfort del Meno 2013, ISBN 978-3-10-029411-1.(en alemán)
- con Gerd Krumeich y Irina Renz: 1918: Die Deutschen zwischen Weltkrieg und Revolution, Chr. Links Verlag, Berlín, 2018, ISBN 978-3861539902.(en alemán)
- Sarajevo. 28. Juni 1914. Landeszentrale für politische Bildung Thüringen, Erfurt 2020, ISBN 978-3-948643-09-6.

Como editor:
- con Wolfgang Mommsen: Sozialprotest, Gewalt, Terror: Gewaltanwendung durch politische und gesellschaftliche Randgruppen im 19. und 20. Jahrhundert, Klett-Cotta, Stuttgart 1982.(en alemán)
- Exile in Great Britain. Refugees from Hitler's Germany, Berg Publishers, 1984.(en inglés); Exil in Großbritannien. Zur Emigration aus dem nationalsozialistischen Deutschland, Klett Cotta, Stuttgart 1983, ISBN 3-608-91142-1.(en alemán)
- The Policies of Genocide. Jews and Soviet Prisoners of War in Nazi Germany, Allen & Unwin, 1986.(en inglés)
- con Patrick Marsh: Kollaboration in Frankreich. Politik, Wirtschaft und Kultur während der nationalsozialistischen Besatzung 1940–1944, S. Fischer Verlag, Fráncfort del Meno 1991, ISBN 3-10-030407-1.(en alemán); Collaboration in France. Politics and Culture during the Nazi Occupation, 1940-1944, Berg Publishers, 1989.(en inglés)
- con Hans-Peter Ullmann y otros: Kriegserfahrungen. Studien zur Sozial- und Mentalitätsgeschichte des Ersten Weltkriegs, Klartext Verlag, Essen 1997, ISBN 978-3-88474-538-0.(en alemán)
- mit Stig Förster: Genozid in der modernen Geschichte. LIT, Münster 1999. ISBN 978-3-8258-4018-1.
- con Tobias Jersak: Karrieren im Nationalsozialismus. Funktionseliten zwischen Mitwirkung und Distanz, Campus Verlag, Fráncfort del Meno 2002, ISBN 3-593-37156-1.(en alemán)
- mit Gustavo Corni: L' umanità offesa. Stermini e memoria nell' Europa del Novecento. Bologna 2003. ISBN 978-88-15-08320-3.
- con Gerd Krumeich y Irina Renz: Die Deutschen an der Somme 1914–1918. Krieg, Besatzung, Verbrannte Erde, Klartext Verlag, edición extendida y revisada, Essen 2016, ISBN 978-3-8375-1459-9.(en alemán)
- con Gerd Krumeich y Irina Renz:Encyclopedia of the First World War Brill, 2012.(en inglés); Enzyklopädie Erster Weltkrieg, Schöningh, Paderborn, 2003. Segunda edición de estudio actualizada y ampliada, Schöningh (UTB), Paderborn 2014, ISBN 978-3-506-76578-9.(en alemán)